# Klappach

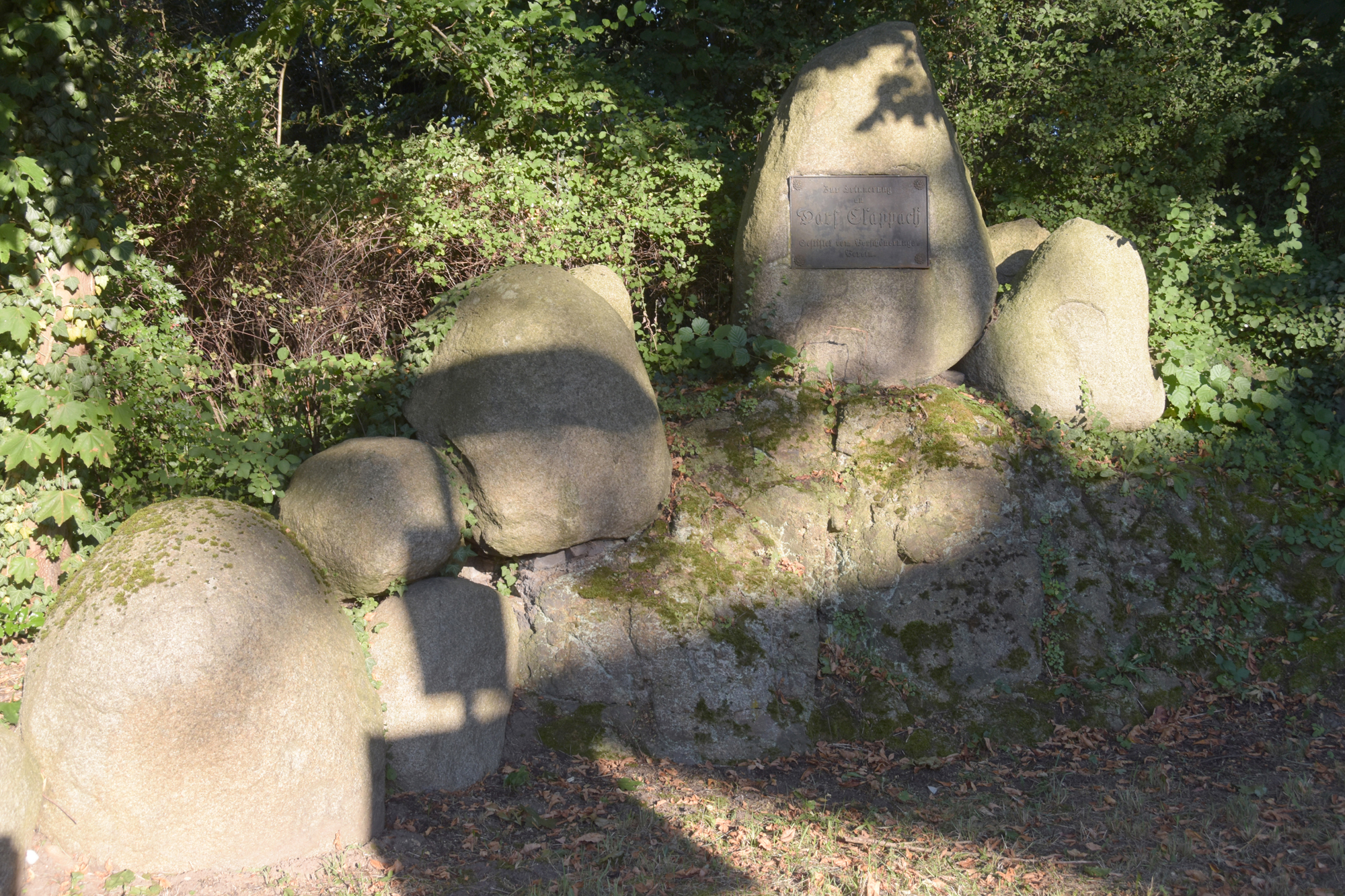
Klappach-Denkmal (2016)

Klappach (auch: Clappach) war vom 13. bis zum 15. Jahrhundert ein Weiler, gelegen südlich des Dorfes Bessungen bei Darmstadt in Hessen.

## Geschichte
Der Weiler Klappach wurde erstmals im Jahr 1275 erwähnt. In diesem Jahr gehörte der Weiler den Grafen von Katzenelnbogen, die den Zehnten und spätestens ab 1289 einen Teil des Klappacher Forstes besaßen. Später gehörte der Weiler auch den Herren von Ortenberg, von Gondsroth, von Ramstadt und von Frankenstein.
Der Ort Klappach ist in den Quellen kaum zu fassen. Vermutlich handelte es sich nicht um ein größeres Dorf, sondern um einen Weiler, bestehend aus wenigen Gehöften und ohne eigene Verwaltung. Der Weiler lag im Klappacher Feld in der Nähe der Klappacher Straße und des Marienhospitals. Nur selten wurden Einwohner genannt. Eine eigene Kapelle besaß der Ort nicht, sondern er gehörte zur Pfarrei Bessungen.
Im Laufe des 15. Jahrhunderts ist Klappach von seinen Einwohnern allmählich aufgegeben worden. Gründe dafür sind vor allem in den Bevölkerungsverlusten durch die Pest im 14. und 15. Jahrhundert zu suchen. In der Folge kam es zu einem Preisverfall bei agrarischen Produkten und zur Aufgabe bisher ertragreichen Ackerlands. Zum Schluss stand in Klappach nur noch ein einzelner Hof, der schließlich auch verlassen wurde. Die Bewohner sind vermutlich in nahe gelegene Orte wie Bessungen und Nieder-Ramstadt abgewandert.
Die Klappacher Straße und das Klappach-Denkmal am Lossenweg, in den Jahren von 1863 bis 1866 vom Verschönerungsverein gestaltet, erinnern an den früher dort gelegenen Ort. Die Gedenkstätte, mit Granitblöcken ausgeschmückt, trägt die Inschrift: „Zur Erinnerung an Dorf Clappach – Gestiftet vom Verschönerungsverein“.

## Die Sage vom Herrgottsberg

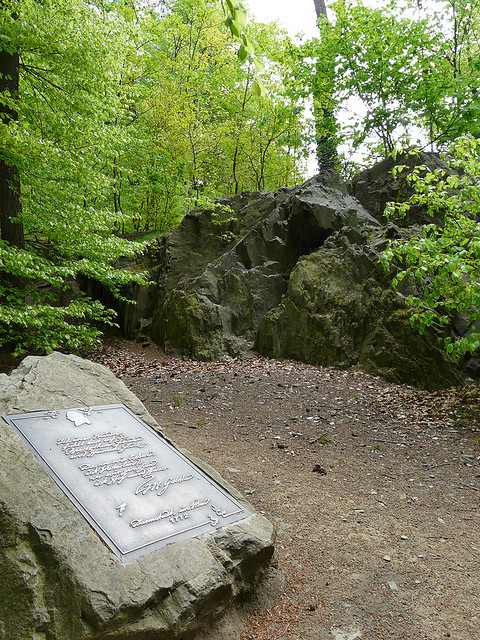
Teufelskralle oder Goethefelsen

Zu alter Zeit, als nur wenige Bessunger Bürger Jahre von Krieg und Pest überlebten, hatte der kluge Zimmermann Georg sein Gelübde einzulösen, auf der Höhe beim nahen Klappach eine Kapelle zu bauen, wenn seine Familie die Notjahre gut überstehen würde. Wohlan im Lenz zog er mit seinen Gesellen und den beladenen Ochsenkarren im ersten Licht in den Wald, fleißig schlugen die Männer die kräftigen Eichen und Buchen und konnten abends stolz auf ein imposantes Gerippe des zukünftigen Kirchleins blicken.
Umso größer war das Entsetzen, als am nächsten Morgen alle Balken zerstreut am Boden lagen – wer wagte es, das Haus zum Ehren des Herrn niederzulegen. So stellen die Männer geschwind den Bau wieder auf und schafften es bis zum Sonnenuntergang selbst das Dach fertig zu bringen. Doch auch am nächsten Tag hatten böse Menschen Holz und Steine zu Tal geschafft und man musste von Neuen beginnen. In der folgenden Nacht sollte der erste Geselle des Zimmermanns, Stefan, den Bau bewachen und zur Belohnung die Tochter des Meisters zur Frau bekommen. Tatsächlich sah der Gehilfe gegen Mitternacht eine schwarze Gestalt, die das Holz nahm und mit Leichtigkeit herunterwarf, die größten Balken, wie die gewöhnlichsten Dielen. Obschon erstaunt und einigermaßen erschrocken, wagte sich der Geselle doch hervor und fragte den Schwarzen, wie er sich erkühnen dürfe, das für des Herrn bestimmte Haus frevelhaft vom Platz zu werfen und die Arbeit also zu hindern. Da lachte der Schwarze höhnisch und sprach: Eben weil ihr solch ein Haus bauen wollt, hindere ich die Arbeit, wolltest du mir eins bauen und Du mir Deine Seele schenken, es stände schon da, bevor der Tag anbricht.
Zufrieden ging der Geselle zu seinem Meister nach Bessungen zurück und berichtete von seinem Handel. Geraden Wegs eilten beide zum Pfarrhaus und berieten sich mit dem Pfarrer. Schon zur Mittagszeit läuteten unerwarteter Weise alte Glocken der Kirche und verwundert strömte die Gemeinde zusammen und jeder fragte, was das wohl bedeute? Der Pfarrer trat unter sie und ermahnte sie, sich rasch zu einer feierlichen Prozession auf den Herrgottsberg zu bereiten. Es dauerte nicht lange, da zog ganz Bessungen, das Kreuz an der Spitze unter Gebet und Gesang dem Berge zu, auf dessen Höhe die Kapelle schön im ersten Gold der Morgensonne strahlte. in der Tür stand der Teufel und rieb sich schon lang die Hände vor Freude, als er aber die heiligen Lieder hörte, wie sie näher und näher drangen, wurde es ihm schwül und schwüler. Da blitzte ihm plötzlich das Kreuz entgegen, es rückte gleichfalls seinem Bau näher, er sah, dass er überlistet war und eilte von dannen und die Prozession zog ungestört in die Kapelle ein. Aber er beschloss sich zu rächen und alle zu töten, die eben in der Kapelle waren. So riss er einen ungeheuren Felsblock los, erhob sich mit demselben in die Luft und warf ihn gegen das Dach des Kirchleins.
Wäre ihm sein Wurf gelungen, dann hätte nicht mancher Bessunger sein Leben gerettet, aber der Schutz Gottes war mit den Andächtigen, der Stein prallte ab und fiel, ohne Schaden zu bringen, neben der Kirche nieder. Da liegt er denn noch und als Wahrzeichen sieht man an der Stelle, wo ihn der Böse gefasst hatte, dessen Krallen eingedrückt. Schon eine Woche darauf sollte die Hochzeit des Meisters Tochter mit dem Gesellen sein, da habe es abends vor dem Tage dreimal an die Türe geklopft, der Bräutigam sei herausgetreten, um nachzuschauen, wer da sei, aber nicht zurückgekehrt. Am folgenden Morgen habe man frische Blutspuren vor der Kapelle gesehen.
In alten Urkunden ist verbürgt, dass im 15. Jahrhundert auf dem Herrgottsberg die Martinskapelle errichtet war, jedoch bereits 1557 verschwunden war. Die am Südhang befindlichen Quellen wurden gefasst und das Wasser nach Bessungen geleitet., Johann Wolfgang von Goethe besuchte den schaurigen Ort und dichtete im Jahre 1772 in dem Hain den Feld-Weihe-Gesang an Psyche, weshalb die Teufelskralle auch Goethefelsen genannt wird.